# Fluitketel

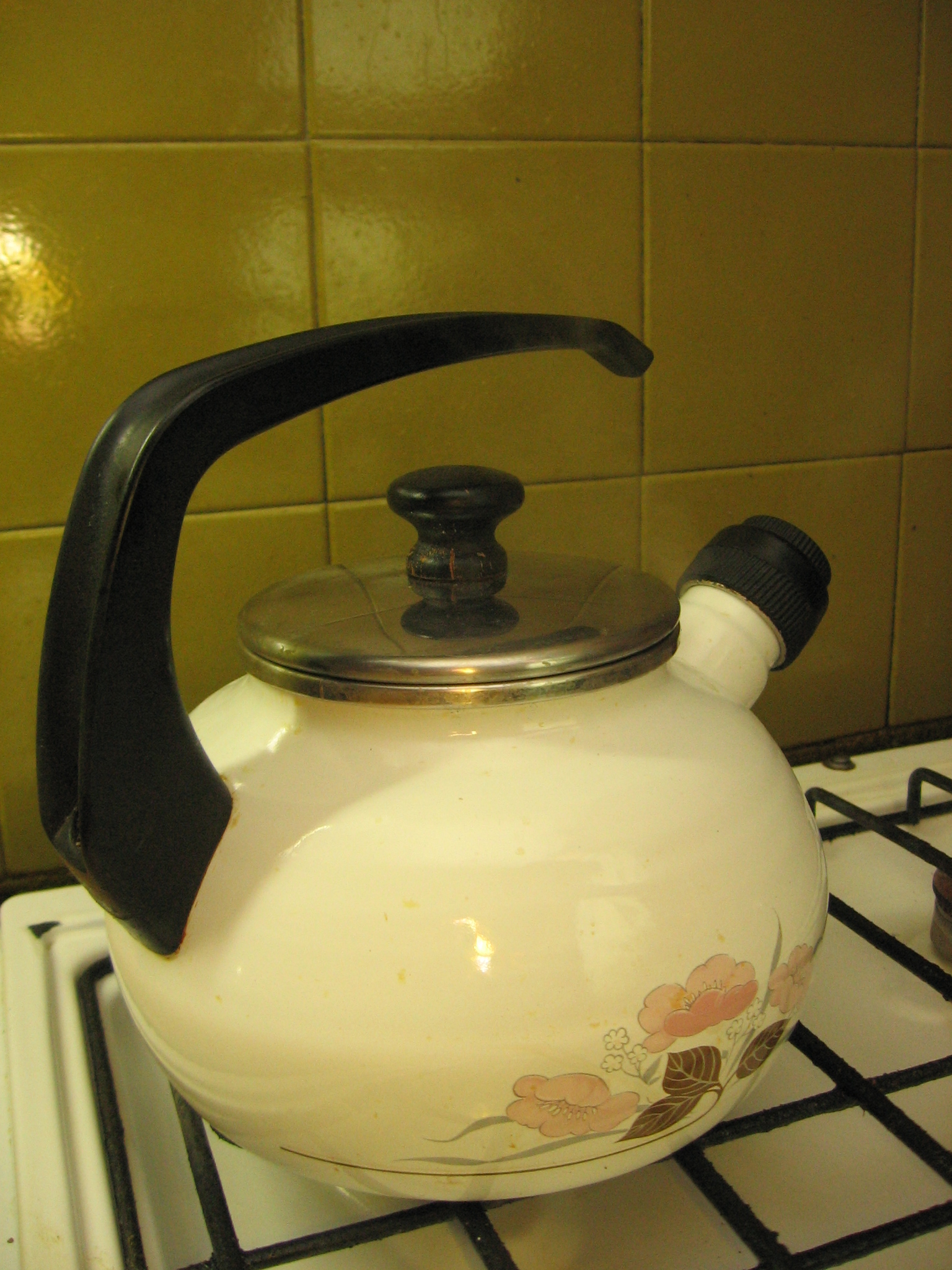
Een fluitketel op een gasfornuis

Een fluitketel is een metalen vat met een stoomfluit en een vast hengsel om water in te koken. Sommige fluitketels hebben een aparte vulopening met deksel, terwijl bij andere ketels de uitschenkopening zich als vulopening laat gebruiken. Het fluitsignaal attendeert de gebruiker op het feit dat het water kookt. 
Het werkt als volgt: het water in de fluitketel, verhit door een verwarmingsbron, bereikt het kookpunt en begint te verdampen, oftewel het proces van vloeibaar naar gas. De stoom ontsnapt via de fluit op de uitschenkopening en het fluitsignaal laat zich horen.
De fluitketel is decennialang het aangewezen keukengerei geweest om water mee te koken, bijvoorbeeld voor het zetten van koffie of thee. Door de opmars van het automatische koffiezetapparaat en de elektrische waterkoker wordt de fluitketel minder gebruikt dan vroeger.